# Ла Крос (окръг, Уисконсин)
Окръг Ла Крос (на английски: La Crosse County) е окръг в щата Уисконсин, Съединени американски щати. Площта му е 1243 km², а населението - 120 784 души (1 април 2020). Административен център е град Ла Крос.